# Château de la Vesvre
Ne pas confondre avec le Château de la Vaivre à Rigny-sur-Arroux.
Le château de la Vesvre est situé sur la commune de La Celle-en-Morvan en Saône-et-Loire, dans la vallée de la Celle, affluent de l'Arroux.

## Description
Des constructions médiévales, il ne subsiste que deux tours isolées au nord du château actuel. À la fin du XVIe siècle, le château reconstruit comportait une maison forte fossoyée à l'entour, garnie de deux corps de logis, cinq tours flanquantes l'une à l'autre avec un pont-levis. Vers 1770, il est qualifié par Courtépée de château à la moderne.
En 1926, les portes sont refaites ainsi que les fenêtres séparées par de petites niches circulaires. La façade est encadrée d'ailes peu saillantes et précédée de chaque côté d'un petit pavillon de plan arrondi formant terrasse dont les angles sont décorés de refends et surmontés d'une boule. La façade orientée vers le sud, dont la partie centrale est limitée par des refends et couronnée d'un fronton triangulaire, appartient aussi aux travaux de 1926. Vers l'ouest, un corps de logis central et deux ailes perpendiculaires forment la façade qui domine la rivière. On accède au rez-de-chaussée, surélevé en raison de la pente du terrain, par un escalier de pierre dont les rampes sont parallèles à la façade; les portes cintrées et la niche qui les séparent ont été refaites en 1926. Les lucarnes sont surmontées d'un fronton triangulaire.
La façade du château est précédée d'une terrasse qui domine une vaste cour fermée par une grille en encadrée par les bâtiments des communs. Un petit jardin à la française se trouve devant la façade sud. Vers l'ouest, le château domine la rivière toute proche: d'étroites terrasses, où buis taillés et ifs dessinent de petits parterres ordonnés autour d'une vasque, amènent jusqu'au bord de l'eau.
Le château, propriété privée, ne se visite pas.

## Historique

Armes des Ganay

- 1364 : au mois de mai, la maison forte est occupée par les Routiers dont le capitaine Perrot Callain, en principe subordonné à Arnaud de Cervole, refuse d'évacuer le château; les compagnies pillent les environs, occupent temporairement Chissey et menacent Autun; leur départ est obtenu par le paiement de 2500 francs or
- 1365 : le 28 juin, à la demande des habitants, le duc de Bourgogne Philippe le Hardi ordonne la destruction du château
- fin XVe siècle : la terre appartient à la famille de Ganay (qui possède également le château de la Vaivre, à Rigny-sur-Arroux)
- 1584 : Claude de Fougère possède la seigneurie
- 1627 : la Vesvre passe à la famille de Choiseul-Traves, qui fait sans doute construire le château actuel
- 1926 : des travaux modifient l'aspect du château